# ایستگاه اسلون
ایستگاه اسلون (انگلیسی: Sloane stop) یک ایستگاه قطار سبک شهری در حال ساخت در خط ۵ اگلینتون، بخشی از سیستم متروی تورنتو است.